# 3 юни
3 юни е 154-тият ден в годината според григорианския календар (155-и през високосна). Остават 211 дни до края на годината.

## Събития
- 350 г. – Римският узурпатор Непоциан, от Константиновата династия, се провъзгласява за римски император и влиза в Рим начело на тълпа гладиатори.
- 1098 г. – Първи кръстоносен поход: Кръстоносците превземат Антиохия след 8-месечна обсада.
- 1862 г. – Избухват сражения между сърби и турци в Белград; Първа българска легия на Георги Сава Раковски се намесва в конфликта.
- 1889 г. – В Канада е завършена железопътната връзка между Източния и Западния бряг.
- 1918 г. – Третяковската галерия e обявена за държавна с декрет на Ленин.
- 1927 г. – Дейци на ВМРО взривяват жп линията Скопие – Велес.
- 1933 г. – Параходът на СССР Челюскин, под названието „Лена“, извършва първото си плаване.

- 1934 г. – Изобретателят на инсулина – канадецът Фредерик Бантинг, е удостовен с благородническа титла.
- 1943 г. – Втората световна война: Цар Борис III се среща с Адолф Хитлер в Бергхоф (Бавария) – обсъдено е положението в Гърция и е оказан натиск върху Царство България да окупира цяла Егейска Македония със Солун и Моравската долина.
- 1950 г. – За първи път е осъществено изкачване на осемхилядник – връх Анапурна – от френски алпинисти.
- 1959 г. – Сингапур става независима от Великобритания държава.
- 1962 г. – Самолетът при полет 007 на „Ер Франс“ излиза извън пистата и експлодира, когато екипажът се опитва да прекъсне излитането, умират 130 души.
- 1989 г. – Китайското правителство изпраща военни части, за да потуши протестите на площад Тянанмън.
- 2006 г. – Черна гора официално обявява независимост, с което слага край на конфедерацията Сърбия и Черна гора.
- 2012 г. – Самолетът при полет 0992 на „Дана Еър“, се разбива в жилищен квартал в Лагос, Нигерия, убивайки всички на борда и шестима души на земята.

## Родени
- 1804 г. – Ричард Кобден, британски предприемач и политик († 1865 г.)
- 1808 г. – Джеферсън Дейвис, президент на Конфедеративните американски щати († 1889 г.)
- 1817 г. – Клементина Бурбон-Орлеанска, майка на цар Фердинанд († 1907 г.)
- 1819 г. – Ян Бартолд Йонгкинд, холандски художник († 1891 г.)
- 1832 г. – Карл Льокок, френски композитор († 1918 г.)
- 1844 г. – Детлев фон Лилиенкрон, немски поет и драматург († 1909 г.)
- 1865 г. – Джордж V, крал на Обединеното кралство († 1936 г.)
- 1873 г. – Леонид Леонидов, руски актьор († 1941 г.)
- 1873 г. – Ото Леви, австрийски физиолог и фармаколог, Нобелов лауреат за 1936 г. († 1961 г.)
- 1893 г. – Асен Карастоянов, български композитор († 1976 г.)
- 1899 г. – Георг фон Бекеши, унгарски биофизик, Нобелов лауреат през 1961 г. († 1972 г.)
- 1906 г. – Джозефин Бейкър, американска танцьорка († 1975 г.)
- 1906 г. – Сергей Герасимов, руски актьор, режисьор и педагог († 1985 г.)
- 1910 г. – Полет Годар, американска актриса († 1990 г.)
- 1921 г. – Коста Пергелов, български икономист († 2007 г.)
- 1922 г. – Ален Рене, френски режисьор († 2014 г.)
- 1924 г. – Торстен Визел, шведски офталмолог, Нобелов лауреат през 1981 г.
- 1925 г. – Тони Къртис, американски актьор († 2010 г.)
- 1926 г. – Алън Гинсбърг, американски поет († 1997 г.)
- 1926 г. – Мартин Грегор-Делин, немски писател († 1988 г.)
- 1930 г. – Марион Зимър Брадли, американска писателка († 1999 г.)
- 1931 г. – Илчо Димитров, български историк и политик († 2002 г.)
- 1931 г. – Раул Кастро, президент на Куба
- 1938 г. – Кирияк Цонев, български дипломат († 2016 г.)
- 1939 г. – Любен Петков, български писател († 2016 г.)
- 1940 г. – Вълчан Вълчанов, български режисьор
- 1941 г. – Моника Марон, немска писателка
- 1950 г. – Сузи Куатро, американска поп-изпълнителка
- 1961 г. – Лорънс Лесиг, американски юрист
- 1961 г. – Норберт Гщрайн, австрийски писател
- 1963 г. – Пол Хлебников, американски журналист († 2004 г.)
- 1964 г. – Николай Николов, български актьор
- 1967 г. – Николай Станчев, български футболист
- 1967 г. – Цонко Цонев, кмет на Каварна
- 1970 г. – Петер Тегтгрен, шведски метъл музикант
- 1971 г. – Луиджи Ди Биаджо, италиански футболист
- 1971 г. – Тихомир Георгиев, български политик, инженер и икономист
- 1974 г. – Евгени Иванов, български волейболист
- 1974 г. – Сергей Ребров, украински футболист
- 1976 г. – Милица Гладнишка, българска актриса
- 1980 г. – Амаури, бразилски футболист
- 1982 г. – Елена Исинбаева, руска лекоатлетка и световна рекордьорка в овчарския скок
- 1982 г. – Теодора, българска попфолк певица
- 1985 г. – Явор Янакиев, български борец
- 1986 г. – Рафаел Надал, испански тенисист
- 1992 г. – Марио Гьотце, немски футболист

## Починали
- 1605 г. – Ян Замойски, полски държавник (* 1542 г.)
- 1613 г. – Алахверди хан, ирански генерал (* ок. 1560 г.)
- 1657 г. – Уилям Харви, английски лекар и физик (* 1578 г.)
- 1773 г. – Паисий Хилендарски, български народен будител (* 1722 г.)
- 1821 г. – Йосиф III Солунски, гръцки духовник (* ? г.)
- 1844 г. – Луи XIX, дофин на Франция (* 1775 г.)
- 1858 г. – Юлиус Ройбке, германски композитор (* 1834 г.)
- 1875 г. – Жорж Бизе, френски композитор (* 1838 г.)
- 1899 г. – Йохан Щраус (син), австрийски композитор (* 1825 г.)
- 1924 г. – Франц Кафка, австрийски писател (* 1883 г.)
- 1925 г. – Камий Фламарион, френски астроном (* 1842 г.)
- 1945 г. – Викентий Вересаев, руски писател (* 1867 г.)
- 1946 г. – Михаил Калинин, съветски държавник (* 1875 г.)
- 1958 г. – Жорж Буланже, румънски музикант (* 1893 г.)
- 1963 г. – Йоан XXIII, римски папа (* 1881 г.)
- 1963 г. – Назъм Хикмет, турски поет (* 1902 г.)
- 1964 г. – Франс Емил Силанпя, финландски писател, Нобелов лауреат през 1939 г. (* 1888 г.)
- 1975 г. – Ейсаку Сато, министър-председател на Япония, Нобелов лауреат през 1974 г. (* 1901 г.)
- 1977 г. – Арчибал Хил, британски физиолог, Нобелов лауреат през 1922 г. (* 1886 г.)
- 1977 г. – Роберто Роселини, италиански режисьор (* 1906 г.)
- 1979 г. – Арно Шмит, немски писател (* 1914 г.)
- 1989 г. – Рухолах Хомейни, ирански шиитски лидер (* 1900 г.)
- 1990 г. – Робърт Нойс, американски изобретател (* 1927 г.)
- 1991 г. – Лъчезар Стоянов, български актьор (* 1938 г.)
- 2000 г. – Атанас Душков, български писател (* 1909 г.)
- 2000 г. – Невена Коканова, българска актриса (* 1938 г.)
- 2001 г. – Антъни Куин, мексикано-американски актьор (* 1915 г.)
- 2006 г. – Жул Леви, български композитор и диригент (* 1930 г.)
- 2006 г. – Зако Хеския, български режисьор (* 1922 г.)
- 2009 г. – Дейвид Карадайн, американски актьор и ушу звезда (* 1936 г.)
- 2009 г. – Шек Кин, китайски актьор († 1913 г.)
- 2010 г. – Жуау Агиар, португалски писател (* 1943 г.)
- 2010 г. – Владимир Арнолд, съветски, руски и френски математик (* 1937 г.)
- 2012 г. – Анди Хамилтън, британски музикант (* 1918 г.)
- 2013 г. – Невена Тошева, български режисьор (* 1922 г.)

## Празници
- България – Ден на село Самуилово, община Сливен
- Ливан, Мароко, Сирия, Тунис и др. – Годишнина от раждането на пророка Мохамед
- Русия – Ден на мелиоратора
- Тайван – Ден за борба с опиума (1839)
- Украйна – Ден на въоръжените сили от ПВО